# دینا کیمل
دِینا کیمِـل (انگلیسی: Dana Kimmell؛ زادهٔ ۲۶ اکتبر ۱۹۵۹) یک هنرپیشه اهل ایالات متحده آمریکا است.
از فیلم‌ها یا مجموعه‌های تلویزیونی که وی در آن‌ها نقش داشته است می‌توان به روزهای زندگی ما اشاره نمود.